# Kuga Katsunan

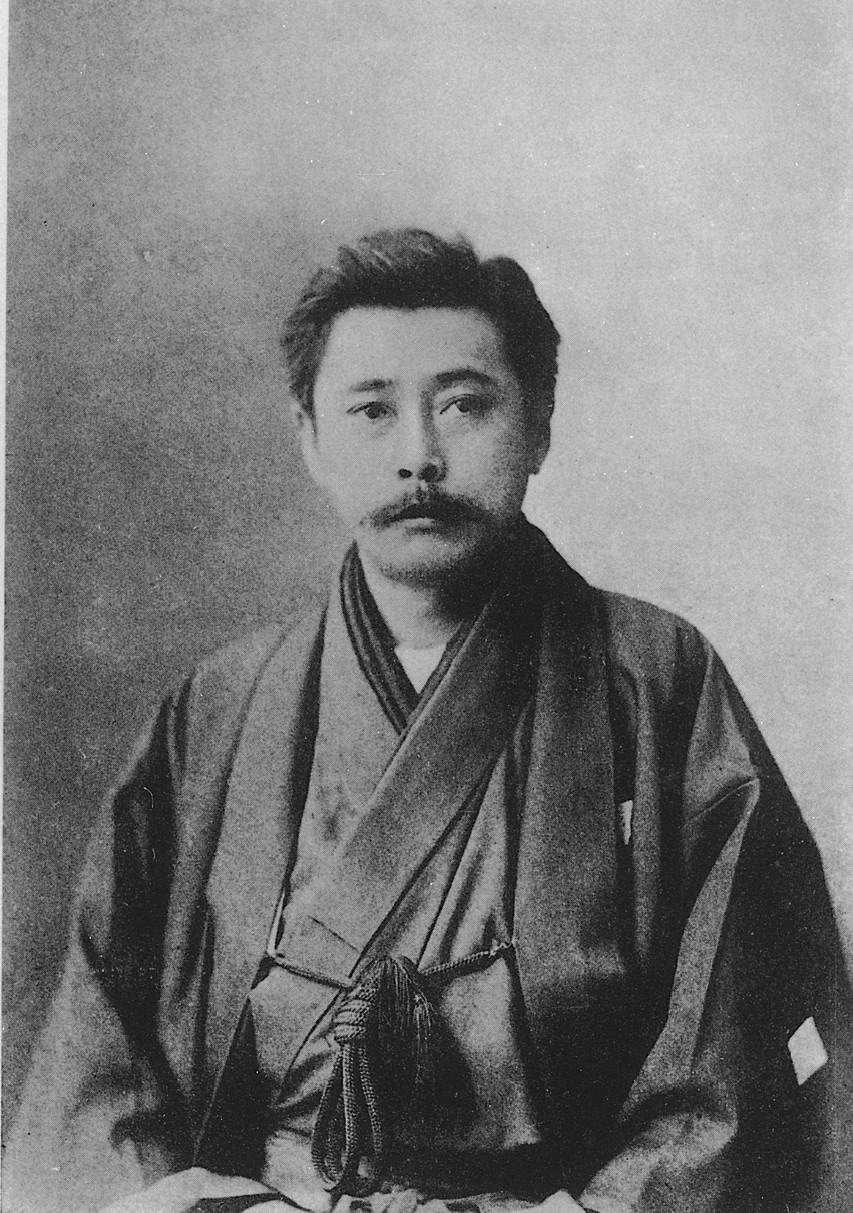
Kuga Katsunan

Kuga Katsunan (japanisch 陸 羯南, eigentlich Nakata Minoru; geboren 30. November 1857 in Hirosaki (Provinz Mutsu); gestorben 2. September 1907) war ein japanischer Journalist.

## Leben und Wirken
Kuga Katsunan wurde als ältester Sohn von Nakata Kensai (中田 謙斎), einem Hatamoto des Tsugaru-Klans, in Hirosaki geboren. Er interessierte sich von klein auf für Sinologie und besuchte die Han-Schule „Tōo Gijuku“ (東奥義塾), die Nachfolgerin der Klanschule, studierte Sinologie, Anglistik und andere Fächer. 1873 brach er die Ausbildung an der „Tōo Gijuku“ ab und trat in die „Miyagi Normal School“ in Sendai ein. Nach einer Auseinandersetzung mit dem Schulleiter brach er die Schule ab und zog 1876 nach Tokio.
Im Juli 1876 begann Kuga ein Studium an der Ausbildungsstätte des Justizministeriums. Zur selben Zeit studierten u. a. dort auch der spätere Politiker Hara Takashi, der Journalist Fukumoto Nichinan (福本 日南; 1857–1921) und der Dichter Kokubu Seigai (国分 青崖). 1879 wurde er zusammen mit Hara u. a. wegen Demolierung der Unterkunft und wegen Unzufriedenheit mit dem Essen von der Schule verwiesen. Kuga kehrte in seine Heimat Aomori zurück und wurde Chefredakteur der Zeitung „Aomori Shimbun“ (青森新聞). In diesem Jahr änderte er seinen Nachnamen in „Kuga“, um den Namen wiederzubeleben, den einst Verwandte von ihm trugen.
1880 erhielt Kuga eine Geldstrafe wegen einer Aussage, die an eine Verleumdung grenzte. Er schied bei der Aomori-Zeitung aus, war in verschiedenen Jobs tätig, bis er 1883 zunächst freier Mitarbeiter im Staatsdienst, dann fest angestellt wurde. Während dieser Zeit beschäftigte er sich mit den Grundlagen der französischen Politik und Verwaltung, übersetzte die entsprechenden Bücher und publizierte die Übersetzungen. Dabei fand er die Grundlage für seine späteren politischen Theorien.

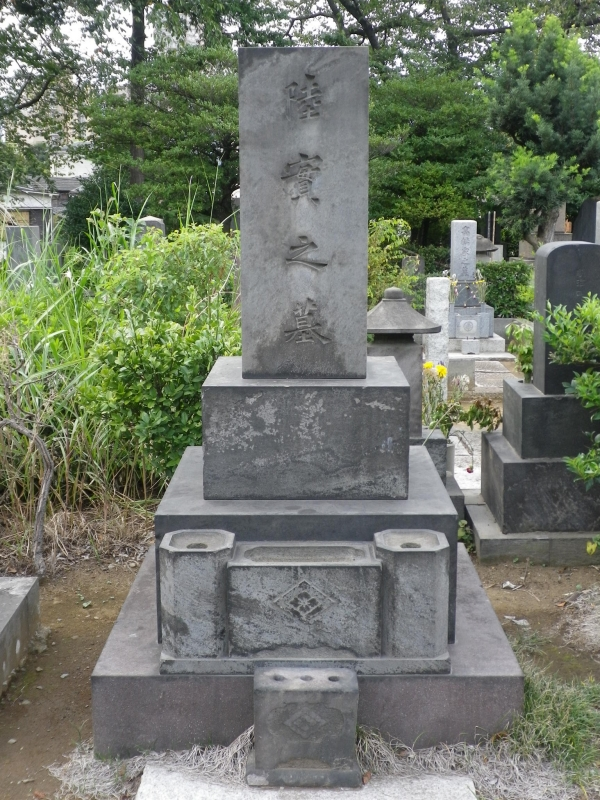
Kugas Grab, Friedhof Somei

Als das Kabinettsbüro 1885 neu gegründet wurde, wurde Kuga zum Redaktionsleiter ernannt. Er schied jedoch 1888 aus, weil ihm die staatliche Anpassung an den Westen (Amerika und Europa) nicht gefiel. Am 3. April desselben Jahres gab er mit der Unterstützung von Tani Tateki, Sugiura Shigetake u. a. das Journal „Tokyo Dempō“ (東京電報) heraus. Die Zeitung „Japan“ (日本) wurde am 11. Februar 1889, bald nach dem Start von „Dempō“, veröffentlicht und wurde als „unabhängige Zeitung“ bezeichnet, die keine Parteilichkeit kennt und auf Rentabilität verzichtet. Er vertrat eine Zeitungsphilosophie der strengen Unabhängigkeit und hatte damit großen Einfluss auf den Zeitungsjournalismus seiner Zeit.
Als Befürworter des Nationalismus entwickelte er in Zusammenarbeit mit dem Journalisten Miyake Setsurei, dem vielseitig interessierten Shiga Shigetaka u. a. die Zeitschrift „Nihonjin“ (日本人) „Der Japaner“, die vom Verlag „Seikyosha“ (政教社) herausgegeben wurde. Er kritisierte weiter den „Europäismus“ in den 20er und 30er Jahren der Meiji-Zeit. Doch gegen Ende der Meiji-Zeit geriet der Zeitungsverlag inmitten der großen Zahl wirtschaftsorientierter Zeitungen in eine schwierige Situation. So blieb ihm 1906 nichts anderes übrig, als die Zeitschrift „Der Japaner“ aufzugeben. Er starb im folgenden Jahr.
Kuga war ein typisches Beispiel für einen „unabhängigen Zeitungsreporter“ in der Meiji-Zeit. Bestattet wurde er auf dem Friedhof Somei in Tokio.
Kugas Schriften sind zusammengefasst in „Kuga Katsunan zensho“ (陸羯南全集), 10 Bände.